# اولشانی و پروستییووا
اولشانی و پروستییووا (به چکی: Olšany u Prostějova) یک منطقهٔ مسکونی در جمهوری چک است که در ناحیه پروستییوو واقع شده‌است.
 اولشانی و پروستییووا ۱۱٫۰۴ کیلومتر مربع مساحت و ۱٬۴۶۴ نفر جمعیت دارد و ۲۱۷ متر بالاتر از سطح دریا واقع شده‌است.